# 灣景花園巴士總站
荃灣（灣景花園）總站（英語：Tsuen Wan (Bayview Garden) Bus Terminus）位於香港荃灣灣景花園平台花园地下，有6條巴士線作總站。

## 總站路線資料

### 九龍巴士34線
- 葵盛（中） ↔ 灣景花園

### 九龍巴士34M線
- 灣景花園 ↺ 荃灣站

### 九龍巴士48X線
- 禾輋 ↔ 灣景花園

### 九龍巴士234P線
- 灣景花園 → 尖沙咀碼頭

### 九龍巴士234X線
- 荃灣（灣景花園） ↔ 尖沙咀東（麼地道）

### 過海隧道巴士134R線
- 灣仔 （會展） → 荃灣（灣景花園）

### 過海隧道巴士934線
- 荃灣（灣景花園） ↔ 灣仔（菲林明道）

### 過海隧道巴士936R線
- 香港大球場 → 荃灣（灣景花園）